# Förtelmes főnökök
A Förtelmes főnökök (eredeti cím: Horrible Bosses) 2011-ben bemutatott amerikai filmvígjáték Seth Gordon rendezésében. A főbb szerepekben Jason Bateman, Charlie Day, Jason Sudeikis, Jennifer Aniston, Colin Farrell, Kevin Spacey és Jamie Foxx látható.
Világpremierje 2011. június 30-án volt Los Angelesben, az amerikai mozikban július 8-án mutatták be. A film már a nyitóhétvégén több, mint 28 millió dollárt hozott szerte az Egyesült Államokban, amivel minden idők legtöbb bevételt hozó vígjátéka lett Rózsák háborúja (1990) óta. Világszerte több mint 209 millió dolláros bevételt ért el.
A film folytatása, a Förtelmes főnökök 2. 2014-ben jelent meg.

## Cselekmény
Nick Hendricks, Dale Arbus, és Kurt Buckman a középiskola óta jó barátok. Nick egy marketingvállalatnál dolgozik, ahol hőn áhított előléptetését várja a cég vezetőségébe. Ám főnöke, a szadista David Harken mégsem őt jelöli ki a pozícióra, mivel Nicket a beosztásától függően így sakkban tarthatja. Nick fel akar mondani, de tudja, ha ezt megtenné, befolyásos főnöke könnyen széttiporhatná a karrierjét egy rossz ajánlólevéllel.
Nick barátja, Dale fogorvosi asszisztens, aki épp házasodni készül. Főnöke Dr. Julia Harris szexuális zaklató, aki minden lehetséges eszközzel Dale elcsábítására hajt. Mivel Dale-t a bíróság korábban "szexuális bűnözőnek" nyilvánította (részegen éjfélkor egy üres játszótéren vizelt), így nem tudja otthagyni az állását. Julia azzal zsarolja, ha nem fekszik le vele, azt fogja mondani Dale menyasszonyának, hogy a férfi megcsalta őt (ezt előregyártott, hamis képekkel is bizonyítani tudja).
Nick és Dale barátja, Kurt egy vegyipari cégnél könyvelő. Miután Kurt szeretett főnöke, Jack Pelitt meghal, a céget Bobby Pelitt, az idősebb Pelitt amorális, kokainfüggő fia örökli. Ő elherdálja a cég összes pénzét, a dolgozókat elbocsátja, és belesüllyeszti a céget egy környezetszennyező bizniszbe is.
Nick, Dale és Kurt egyre inkább azt fontolgatják, hogy az életük sokkal könnyebb lenne a főnökeik nélkül. Úgy döntenek, egy bérgyilkos felbérlésével oldják meg problémájukat. Felkeresik a város legdurvább kocsmáját, ahol találkoznak egy egykori elítélttel, az afroamerikai "Anyabaszó" Jonesszal. Ő vállalja, hogy 5000 dollárért végrehajtja a gyilkosságokat. Nickék számításával ellentétben azonban Jones emberölési tanácsokkal látja el a triót, mivel ő – próbaidejére hivatkozva – nem keveredhet bajba. Jones szerint össze kell hozniuk három balesetnek látszó gyilkosságot, ehhez pedig az első lépés, hogy megfigyelést végeznek a főnökeiknél.
Felkutatják Pelitt házat, ahol megszerzik annak mobilját, közben Nick és Dale elfogyasztják Pelitt nagy mennyiségű kokaintartalékát. Harkennél is végeznek megfigyelést és rájönnek, a férfinak súlyos mogyoróallergiája van, valamint rendkívül paranoiás, amiért a felesége szinte mindenkivel megcsalja őt. Ezek után megszervezik az akciót, melynek során egymás főnökeit akarják megölni: Nick patkánymérget kever Pelitt kokainjába, Dale mogyoróvajat csempész Harken samponjába, Kurt pedig Julia gyenge pontjait deríti ki.
Harken megtalálja a lakásában Pelitt mobilját, amit Nickék felejtettek ott, és azt hiszi, ő is a felesége egy újabb szeretője. Hidegvérrel lelövi Pelittet, aminek Nick szemtanúja lesz, és jelenti a barátainak. A rendőrség helyszínelni kezd Pelitt házában, így fennáll a veszélye, hogy Nick, Dale, és Kurt lesznek a gyanúsítottak, akik korábban betörtek Pelitthez. A trió Jonestól kér segítséget, de mint kiderül, ő valójában nem is gyilkos, csak egy mozifilm kamerával való illegális felvétele miatt került börtönbe. Szerinte Nickék egyetlen esélye, hogy megússzák a dolgot, ha bevallatják Harkennel a bűnét, és azt egy felvételre rögzítik.
Nickék ismét ellátogatnak Harkenhez, ahol ugyan bevallatják vele a gyilkosságot, de Harken rájön a cselre, és végezni akar velük. A trió elmenekül, ám Harken végül utoléri őket egy sikátorban. Hármójuk megölése helyett azonban saját magát sebesíti meg, rájuk kenve a gyilkosságot. Nickék látszólag nem tudják bebizonyítani ártatlanságukat, mivel a felvétel, amit Harkenről készítettek, hibás. Ám szerencséjükre a Kurt kocsijában lévő GPS (ami minden beszélgetést rögzít) felvette Harken vallomását, így a rendőrök végül őt tartóztatják le.
A történtek után helyreállnak a dolgok: Nicket előléptetik és új főnököt kap, aki látszatra roppant kedves ember, ám valójában egy igazi pszichopata. Kurt visszakapja régi munkáját, ahol végül nem ő lesz a cég vezetője, de nem is bánja. Dale Jones segítségével filmre veszi Julia szexuális zaklatását, és zsarolni kezdi őt: fizetésemelést kér, illetve a menyasszonyával eltöltött drága nászútjának a finanszírozását.

## Szereplők
- Jason Bateman – Nick Hendricks (magyar hangja Gyabronka József): Egy marketingvállalat alkalmazottja, akinek a főnöke egy szadista rabszolgahajcsár, így előáll a nagy tervvel: a főnököt ki kell nyírni. Michael Markowitz, a film írója kifejezetten Batemanre szabta a szerepet.
- Charlie Day – Dale Arbus (magyar hangja Rajkai Zoltán): Fogtechnikus, aki épp készül elvenni gyönyörű menyasszonyát, Stacyt. Főnöke egy őrült, szexmániás nimfa, aki nem tudja meghúzni a határt a munkahelyi zaklatás terén, így Dale mihamarabb belemegy a főnökgyilkosságba. Dale szerepére Ashton Kutcher is esélyes volt, végül azonban Charlie Day szerződött le a filmhez, az alkotók elmondása szerint a Hétmérföldes szerelemben nyújtott alakításáért választották őt.
- Jason Sudeikis – Kurt Buckman (magyar hangja Anger Zsolt): Vegyipari cégnél könyvelő, akinek szeretett főnöke meghal, így annak erkölcstelen, kicsapongó életmódú fia veszi át az apja üzletét és elherdálja a családi vagyont. Owen Wilson, Vince Vaughn, Ryan Reynolds, Dax Shepard, és Johnny Knoxville is esélyesek voltak a szerepre, míg végül 2010-ben Sudeikis kapta meg Kurt szerepét. Az alkotók szerint, mivel már többször játszott együtt Batemannel és Day-el, így a három barát kapcsolata sokkal természetesebbre sikerült.
- Jennifer Aniston – Dr. Julia Harris (magyar hangja Kökényessy Ági): Fogorvos, Dale főnöke, betegesen szex-megszállott nőszemély. Kezdetben Julia karaktere egy agresszív hárpia lett volna, akit Markowitz a legtöbbször Szörnyella de Frásszhoz hasonlított. Később úgy gondolták, egy szexuálisan zaklató nő sokkal viccesebb lenne, és a szerepre Anistont találták a legalkalmasabbnak, egyedi humora miatt. A színésznő elmondása szerint, eddig szerepei közül kétségtelenül Julia volt a legbizarrabb.
- Colin Farrell – Bobby Pelitt (magyar hangja Kálloy Molnár Péter): A Pelitt cég örököse, egy korrupt, inkompetens ember, mit sem törődik a vállalatával, és kiszipolyozza annak minden pénzét. Farrell-nek rendkívül jó benyomása volt a karakterről, mivel, elmondása szerint, ritkán adódik meg, hogy valaki egy ilyen szégyentelen, erkölcsi bunkó bőrébe bújhat. Az alkotók szerint Farrell sokat járult hozzá Pelitt megjelenéséhez; hajstílust váltott, és tetoválást is varratott magára.
- Kevin Spacey – David Harken (magyar hangja Epres Attila): Nick főnöke, egy szadista, idegbeteg hajcsár, aki minden erővel igyekszik megkeseríteni beosztottja életét. Tom Cruise, Philip Seymour Hoffman és Jeff Bridges is esélyesek voltak a szerepre, mígnem végül 2010 júniusában Spacey szerződött le a filmhez. Markowitz egyik korábbi névtelen feletteséhez hasonlítja Harkent.
- Jamie Foxx – Dean "Anyabaszó" Jones (magyar hangja Kálid Artúr): egykori elítélt, akit Nickék bérgyilkosként bérelnek fel. Később kiderül, hogy Jones egyetlen és legnagyobb bűne, hogy lebukott egy mozifilm kamerával való felvétele során. Jamie Foxx a szerep kedvért műtetoválásokat és hegeket kapott, hogy a karaktere hitelesebb legyen. Foxx szerint: "Úgy ismerjük őt meg, mint a legkeményebb gengsztert, de mint kiderül, ez csak látszat. Valójában egész más személyiség. És ez a legviccesebb benne."
- Donald Sutherland – Jack Pelitt (magyar hangja Helyey László): Kurt előző főnöke, aki váratlanul meghal egy autóbalesetben, így a fia örökli a cégét.
- Lindsay Sloane – Stacy (magyar hangja Tenki Réka): Dale menyasszonya.
- Julie Bowen – Rhonda Harken (magyar hangja Bertalan Ágnes): Harken vonzó és hűtlenkedő felesége, aki betegesen féltékennyé teszi a férjét.
- P. J. Byrne – Kenny Sommerfeld (magyar hangja Elek Ferenc) Nick, Dale, és Kurt iskolai barátja, aki elvesztette az állását, és elkeseredetten próbál munkát keresni. Nickék az ő példájából okulnak, miért nem mondhatnak fel.
- Wendell Pierce és Ron White – Hagon és Samson nyomozó (magyar hangjaik Törköly Levente és Orosz István): Rendőrségi nyomozók, akik a Pelitt-gyilkosság ügyében nyomoznak.
- Meghan Markle – A Futárcsaj: cameoszerep, egy FedEx-es női futár, aki csomagot visz a Pelitt céghez a film elején, és Kurt flörtöl vele.
- Ioan Gruffudd,  – A Mocskos Melós Férfi (magyar hangja Géczi Zoltán): cameoszerep, férfi prostituált, Nickék kezdetben bérgyilkosnak hiszik.

## A film készítése
Michael Markowitz, miután megírta a film forgatókönyvének első változatát, leszerződött a New Line Cinemával, a Förtelmes főnökök elkészítésére. Jonathan Goldstein és John Francis Daley később jelentősen átdolgozták Markowitz forgatókönyvét, valamint a stúdió ekkor már rendezőt keresett a készülő produkcióhoz. Frank Oz és David Dobkin is szóba jöttek, végül azonban 2010 márciusában Seth Gordon foglalta a film rendezői székét. 2010 júliusában megkezdődött a film forgatása, azonban a New Line Cinema ezzel egyidejűleg helyezte üzembe a Hogyan lopjunk felhőkarcolót? című film munkálatait is. Az utóbbi film premierjét végül két hónappal megtoldották a tervezett helyett, hogy elkerüljék a két film esetleges vetélkedést.
A Förtelmes főnökök nagyrészt Los Angeles-ben lett leforgatva, de egyes jelenetekhez külön kibérelt helyiségeket alkalmaztak. Nick munkahelyének a helyszínéhez az alkotók egy egész épületet béreltek ki, Torrance, Kaliforniában, Pelitt házának a környéki jeleneteit pedig Woodland Hills-ben forgatták le, szintén Kalifornia szomszédságában. A kocsma, ahol a csapat Anyabaszó Jones-szal találkozik, szintén létező hely, Los Angeles belvárosában. A film leforgatása több mint három hónapig tartott.

## Fogadtatás
A kritikusok egyhangúlag pozitívan fogadták a filmet, 69%-ot ért el a Rotten Tomatoes weboldalán, 206 vélemény után. Az oldal szerint: "A film eredeti ötlete rossz, egyenetlen, és messze menőkig elrugaszkodik a valóságtól, de hála a bravúrosan összeállított szereplőknek, a Förtelmes főnökben működik ez az ötlet." A Metacritic megannyi felülvizsgálás után, végül 40 véleménnyel 57%-ra értékelte a filmet, ami viszonylag vegyes fogadtatás volt.

## Érdekességek
A filmben számos kulturális utalás látható más filmekre vagy híres sorozatokra:
- Charlie Day, Dale karaktere rendszeresen említi a barátainak az Esküdt ellenségek című sorozatot, melynek az egyik főszereplője maga Day.
- Anyabaszó Jones eredeti neve, Dean Jones, megegyezik Dean Jones színész nevével a Kicsi Kocsi című filmekből, amit a csapat meg is említ neki. Jones állítása szerint nem lehet keményarcú ezzel a "nyálas Disney névvel."
- A filmben Anyabaszó Jones a Hó hull a cédrusra című mozifilm kalózfelvétele miatt került börtönbe. Valóban létező film.
- Az ötlet, miszerint Nickék egymás főnökeit nyírják ki, az Idegenek a vonaton című filmből ered. A csapat meg is említ egy másik, ezzel hasonló filmet, a Dobjuk ki anyut a vonatból!, Danny DeVito főszereplésével, amely szintén az előző filmbeli ötleten alapszik.
- Miközben Dale a kocsiban várakozik, a laptopján a Hétmérföldes szerelem egyik jelenetét nézi, melyben szintén Charlie Day játszik.
- Harken visszatérő mondata "Az élet egy maraton, és vérző mellbimbóval is le kell futni", a Good Will Hunting című filmből ered, amit Nick a film végén meg is említ neki.
- Julia Dale-t többször is Jodie Fosterhez hasonlítja.

## Folytatás
A film sikereit követően a New Line Cinema bejelentette, hogy tervezi a folytatást, amin nem sokkal az első film premierjét követően el is kezdtek dolgozni. Végül több nekiveselkedési kísérlet után, a stúdió egy ideig jegelte a produkciót, különböző jogi okokra hivatkozva. 2013 augusztusában azonban napvilágra került a film hivatalos története.
A rendezői széket Sean Anders foglalta el, valamint kiderült, hogy Jason Bateman, Charlie Day, Jason Sudeikis, Jennifer Aniston, Kevin Spacey, és Jamie Foxx mind visszatér a folytatásban.
A főszereplők mellé 2013 szeptemberében csatlakozott, Christoph Waltz és Chris Pine, mint az újabb förtelmes főnökök. A hivatalos szinopszis szerint Nick, Kurt, és Dale, miután saját vállalkozásba kezdenek, hogy legyőzzék az ellenük áskálódó konkurenciát, megszervezik, hogy elrabolják egyik konkurensüket. A film forgatása 2013 novemberében kezdődött meg. Az amerikai premiert 2014 november 28.-ára tűzték ki.

## Fordítás
- Ez a szócikk részben vagy egészben  a   Horrible Bosses című angol Wikipédia-szócikk fordításán alapul.  Az eredeti cikk szerkesztőit annak laptörténete sorolja fel. Ez a jelzés csupán a megfogalmazás eredetét és a szerzői jogokat jelzi, nem szolgál a cikkben szereplő információk forrásmegjelöléseként.